# Erythrodontium lamoruense
Erythrodontium lamoruense là một loài rêu trong họ Entodontaceae. Loài này được Thér. mô tả khoa học đầu tiên năm 1924.